# حسين عبيات
حسين عبيات (توفي في 9 نوفمبر 2000) كان قياديًا بارزًا في التنظيم، الجناح شبه العسكري لحركة التحرير الوطني الفلسطينية فتح. يُعد من أوائل القادة الفلسطينيين الذين استهدفوا بشكل مباشر في عملية اغتيال إسرائيلية خلال الانتفاضة الثانية، وكانت هذه هي المرة الأولى التي تعترف فيها إسرائيل علناً بتنفيذ عملية قتل مستهدفة، وتقول إسرائيل إن اغتيال عبيات جاء رداً على الهجمات التي كان مسؤولاً عنها. تم تنفيذ العملية أثناء توجهه لتنفيذ هجوم آخر.

## سيرته
كان عبيات قائدًا لمجموعة التنظيم شبه العسكرية التابعة لحركة فتح، وناشط في العمليات المسلحة ضد أهداف إسرائيلية في بداية الانتفاضة الثانية، ووفقًا لمصادر إسرائيلية، كان حسين عبيات "العقل المدبر" لشبكة مسؤولة عن هجمات ضد جنود إسرائيليين، يُقّدر عددها بسبع هجمات بين السادس من أكتوبر/تشرين الأول والأول من نوفمبر/تشرين الثاني 2000.
وصف الجانب الفلسطيني عبيات بأنه القائد المحلي في بلدة بيت ساحور، وهي بلدة فلسطينية تقع على مشارف بيت لحم.

## اغتياله
مع بداية الانتفاضة الثانية، اكتشف جهاز الأمن العام الإسرائيلي (الشاباك) أن عبيات كان يقف وراء هجمات إطلاق النار على الطرق في الضفة الغربية وفي حي جيلو في القدس، وبعد مذبحة رام الله في أكتوبر/تشرين الأول 2000، ترددت القوات الإسرائيلية في العمل في المنطقة (أ) من الضفة الغربية دون حشد كبير للقوات، ولذلك تقرر إسرائيل تنفيذ عملية اغتيال لعبيات بواسطة وحدة خاصة تابعة لسلاح الجو ووحدة شالداج وهجوم جوي.
في صباح التاسع من نوفمبر 2000، وبعد ستة أسابيع تقريباً من بدء الانتفاضة الثانية، أطلقت مروحية تابعة لجيش الاحتلال الإسرائيلي صواريخ مضادة للدبابات على شاحنة عبيات التي كانت تسير على طريق في بيت ساحور، ما أدى إلى مقتله وإصابة مساعده خالد صلاحات بجروح خطيرة. بحسب الجنرال الإسرائيلي إسحاق إيتان، فإن عبيات كان في طريقه لتنفيذ هجوم آخر لحظة استهدافه.
مثلت عملية اغتيال عبيات تحولاً في سياسة الاستهداف الإسرائيلية، كانت إسرائيل تستخدم في السابق صواريخ تطلقها طائرات الهليكوبتر لاستهداف المباني الفارغة وغيرها من المرافق المرتبطة بالسلطة الفلسطينية فقط، وذلك بعد إصدار تحذيرات للأفراد بإخلائها. كان عبيات أول قائد فلسطيني يموت في حملة إسرائيلية ممنهجة لقتل كبار النشطاء الفلسطينيين.

## العواقب
وقعت العملية الإسرائيلية التي استهدفت عبيات قبل ساعات من لقاء مرتقب بين الرئيس الفلسطيني ياسر عرفات بالرئيس الأميركي بيل كلينتون في واشنطن. حذر نائب وزير الدفاع الإسرائيلي إفرايم سنيه من هجمات صاروخية إضافية بسبب طبيعة حرب العصابات مع الفلسطينيين، وتعهد مسؤولو فتح بالانتقام، وحذر القيادي الفلسطيني مروان البرغوثي من الأعمال الانتقامية الفلسطينية ردًا على الاغتيال.
في يناير 2001، أُعدم فلسطيني يبلغ من العمر 18 عاماً ووصف بأنه "بسيط التفكير" في محاكمة عسكرية وتم إعدامه رمياً بالرصاص في بيت لحم بتهمة التعاون مع إسرائيل، مما أدى إلى العملية ضد عبيات. وحُكم على فلسطينيين آخرين بالسجن مدى الحياة.